# Amy Smart
Amy Lysle Smart (sinh ngày 26 tháng 3 năm 1976) là một nữ diễn viên người Mỹ và cựu người mẫu thời trang. Smart bắt đầu sự nghiệp người mẫu của mình ở Ý và sau đó ghi danh vào trường diễn xuất. Vai diễn đầu tiên của cô trong phim là trong phim của đạo diễn Martin Kunert Campfire Tales. Cô đã tham gia diễn xuất trong nhiều bộ phim, bao gồm Varsity Blues (1999), Road Trip (2000), Rat Race (2001), The Butterfly Effect (2004), Just Friends (2005), Mirrors (2008), và của Tyler Perry The Single Moms Club (2014).

## Tiểu sử
Smart sinh ra ở Topanga, California. Mẹ của cô, Judy Lysle (nhũ danh Carrington), làm việc tại một bảo tàng, và cha cô, John Boden Smart, là một nhân viên bán hàng. Cô học múa ba lê trong 10 năm.

## Danh sách phim

### Điện ảnh
| Năm  | Tựa                               | Vai                          | Ghi chú                 |
| ---- | --------------------------------- | ---------------------------- | ----------------------- |
| 1996 | Her Costly Affair                 | Dee                          | Phim truyền hình        |
| 1996 | A & P                             | Queenie                      | Short film              |
| 1997 | Campfire Tales                    | Jenny                        | Segment: "The Hook"     |
| 1997 | The Last Time I Committed Suicide | Jeananne                     |                         |
| 1997 | Starship Troopers                 | Pilot Cadet Stack Lumbreiser |                         |
| 1997 | High Voltage                      | Molly                        |                         |
| 1998 | How to Make the Cruelest Month    | Dot Bryant                   |                         |
| 1998 | Circles                           | Allison                      |                         |
| 1998 | Starstruck                        | Tracey Beck                  |                         |
| 1998 | Strangeland                       | Angela Stravelli             |                         |
| 1999 | Varsity Blues                     | Julie Harbor                 |                         |
| 1999 | Outside Providence                | Jane Weston                  |                         |
| 1999 | Brookfield                        | Daly Roberts                 | Television film         |
| 2000 | The '70s                          | Christie Shales              | Phim truyền hình        |
| 2000 | Road Trip                         | Beth Wagner                  |                         |
| 2001 | Scotland, PA                      | Stacy                        |                         |
| 2001 | Rat Race                          | Tracy Faucet                 |                         |
| 2002 | Interstate 60                     | Lynn Linden                  |                         |
| 2003 | National Lampoon's Barely Legal   | Naomi                        |                         |
| 2003 | The Battle of Shaker Heights      | Tabitha "Tabby" Bowland      |                         |
| 2003 | Blind Horizon                     | Liz Culpepper                |                         |
| 2004 | The Butterfly Effect              | Kayleigh Miller              |                         |
| 2004 | Win a Date with Tad Hamilton!     | Nurse Betty                  |                         |
| 2004 | Willowbee                         | Burglar                      | Phim ngắn               |
| 2004 | Starsky & Hutch                   | Holly Monk                   |                         |
| 2005 | A Love Story                      | Girl                         | Phim ngắn               |
| 2005 | Bigger Than the Sky               | Grace Hargrove / Roxanne     |                         |
| 2005 | The Best Man                      | Sarah Marie Barker           |                         |
| 2005 | Just Friends                      | Jamie Palamino               |                         |
| 2006 | Peaceful Warrior                  | Joy                          |                         |
| 2006 | Crank                             | Eve Lydon                    |                         |
| 2008 | Life in Flight                    | Catherine Sargent            |                         |
| 2008 | Mirrors                           | Angela Carson                |                         |
| 2008 | Seventh Moon                      | Melissa                      |                         |
| 2008 | The Meant to Be's                 | Janine                       | Television film         |
| 2009 | Love N' Dancing                   | Jessica Donovan              |                         |
| 2009 | Crank: High Voltage               | Eve Lydon                    |                         |
| 2009 | See Kate Run                      | Katherine Sullivan           | Television film         |
| 2010 | Dead Awake                        | Natalie                      |                         |
| 2011 | Mr. Stache                        | Mrs. Stache                  | Short film              |
| 2011 | House of the Rising Sun           | Jenny Porter                 |                         |
| 2011 | 12 Dates of Christmas             | Kate Stanton                 | Television film         |
| 2011 | The Reunion                       | Nina Cleary                  |                         |
| 2012 | Columbus Circle                   | Lillian Hart                 |                         |
| 2012 | Bad Girls                         | Brandi                       | Phim truyền hình        |
| 2013 | No Clue                           | Kyra                         |                         |
| 2014 | The Visitant                      | The Mom                      | Short film              |
| 2014 | Break Point                       | Heather                      |                         |
| 2014 | Run for Your Life                 | Meredith Redmond             | Television film         |
| 2014 | Bad Country                       | Lynn Weiland                 |                         |
| 2014 | The Single Moms Club              | Hillary Massey               |                         |
| 2014 | Flight 7500                       | Pia Martin                   |                         |
| 2014 | Among Ravens                      | Wendy Conifer                |                         |
| 2015 | Zoey to the Max                   | Samantha Jenkins             |                         |
| 2015 | Hangman                           | Melissa                      |                         |
| 2016 | All the Way to the Ocean          | Mom                          | Short film              |
| 2016 | Sister Cities                     | Young Mary Baxter            | Phim truyền hình        |
| 2016 | Patient Seven                     | Mom                          | Segment: "The Visitant" |
| 2017 | Apple of My Eye                   | Caroline Andrews             |                         |
| 2017 | Love at First Glance              | Mary Landers                 | Phim truyền hình        |
| 2017 | The Keeping Hours                 | Amy                          |                         |
| 2018 | Mississippi Requiem               |                              |                         |
| 2018 | Brawler                           | Linda Wepner                 |                         |
| 2018 | Avengers of Justice: Farce Wars   | Jean Wonder                  |                         |
| 2019 | Tyson's Run                       | Eloise                       |                         |

### Truyền hình
| Năm       | Tựa                               | Vai                 | Ghi chú                                                               |
| --------- | --------------------------------- | ------------------- | --------------------------------------------------------------------- |
| 1999–2001 | Felicity                          | Ruby                | Recurring role                                                        |
| 2003      | Scrubs                            | Jamie Moyer         | 3 episodes                                                            |
| 2005–2011 | Robot Chicken                     | Various voice roles | 6 episodes                                                            |
| 2006      | Smith                             | Annie               | Main role                                                             |
| 2009      | Scrubs                            | Jamie Moyer         | Episode: "My Finale: Part 2"                                          |
| 2011–2012 | Shameless                         | Jasmine Hollander   | 6 episodes                                                            |
| 2012      | Men at Work                       | Lisa                | Episodes: Pilot, "Super Milo"                                         |
| 2014      | Justified                         | Allison Brander     | 9 episodes                                                            |
| 2016      | Maron                             | Nina                | 2 episodes                                                            |
| 2017      | Law & Order: Special Victims Unit | Karla Wyatt         | Episode: "Gone Fishin"                                                |
| 2018      | MacGyver                          | Dixie/Dawn          | Episodes: "Mardi Gras Beads+Chair", "Benjamin Franklin + Grey Duffle" |